# ئی.جی.دی. کوهن
ئی. جی. دی. کوهن (هلندی: E.G.D. Cohen؛ زاده ۱۹۲۳–۰۱) یک دانشمند در زمینه مکانیک آماری اهل ایالات متحده آمریکا است. او در سال ۲۰۰۴ برنده مدال بولتزمن شد.